# Schwere Panzerjäger-Abteilung 654
De Panzerabwehr-Abteilung 654 / Panzerjäger-Abteilung 654 / schwere Panzerjäger-Abteilung 654 was tijdens de Tweede Wereldoorlog een Duitse Panzerjäger-eenheid van de Wehrmacht ter grootte van een afdeling, uitgerust met gemechaniseerd geschut. Deze eenheid was een zogenaamde Heerestruppe, d.w.z. niet direct toegewezen aan een divisie, maar ressorterend onder een hoger commando, zoals een legerkorps of leger. Deze Panzerjäger-eenheid was een van de twee Wehrmachteenheden die met de Ferdinand waren uitgerust en was de enige eenheid die met de originele 45 stuks Jagdpanther was uitgerust. 
Deze Abteilung kwam in eerste instantie in actie met getrokken antitank kanonnen in de Franse veldtocht in 1940 en in de Sovjet-Unie in 1941. Later volgden gemechaniseerde kanonnen. Met de Ferdinand keerde de Abteilung terug aan het oostfront in 1943 en werd vervolgens weer teruggehaald naar de Heimat. Daarna werd de Abteilung uitgerust met Jagdpanthers en ingezet aan het westfront in 1944/45. De Abteilung beëindigde de oorlog in de Ruhrkessel.

## Krijgsgeschiedenis

### Panzerabwehr-Abteilung 654
Deze Abteilung werd opgericht op 26 augustus 1939 in Bremen in Wehrkreis X. De Abteilung was uitgerust met 3 compagnieën met elk 12 x 3,7 cm Pak. Op 7 september 1939 ging de Abteilung op transport naar de Eifel. Hier verbleef de Abteilung op meerdere plaatsen. Op 4 november 1939 ging het naar Mönchengladbach en begin februari 1940 naar Neuss.
Op 10 april 1940 werd de Abteilung omgedoopt in Panzerjäger-Abteilung 654.

### Panzerjäger-Abteilung 654
Op 10 mei 1940, startte Fall Gelb en de Abteilung werd onder bevel geplaatst van de 3e Pantserdivisie en drie dagen later onder de 4e Pantserdivisie. Opgerukt werd richting de Kanaalkust tot voorbij Béthune. Voor Fall Rot begon de Abteilung met een aanval op de Weygand-linie rond Péronne. Daarna volgde een verplaatsing naar La Fère en een opmars via Dijon (17 juni), via Lyon tot Romans-sur-Isère (24 juni). Daar trad de wapenstilstand in. De Abteilung bleef nog een maand in Frankrijk en vertrok al op 24 juli 1940 naar Polen en bleef daar tot op 22 juni 1941 Operatie Barbarossa begon. Dit begon als onderdeel toegevoegd aan de 45e Infanteriedivisie en voortdurend oprukkend naar het oosten. Tijdens Operatie Taifun maakte de Abteilung deel uit van het 2e Leger en kwam zover oostelijk als de weg Novosil-Livny. De Abteilung bleef in dit gebied oostelijk van Orel gedurende de winter van 1941/42 en lente 1942. Midden juni 1942 werd de Abteilung samengebracht, in acht dagen herbouwd en uitgerust met 24 x 7,5 cm Pak 40 en 12 x 7,5 cm Pak 97/38 (f). Vanaf 1 juli 1942 nam de Abteilung in het kader van Fall Blau del aan de opmars naar de Don en Voronezj. De Abteilung bleef van augustus 1942 in stelling noordwestelijk van deze stad, in vele defensieve gevechten. Begin november beschikte de Abteilung nog maar over 10 stuks Pak en daarmee werd de 1e Compagnie volledig uitgerust. De andere twee compagnieën waren in afwachting van gemechaniseerd geschut. Op 20 november 1942 ging de Abteilung op transport verder zuidelijk en kwam vanaf 9 december 1942 terecht bij een Italiaanse divisie bij Bogoetsjar. Drie dagen later verkreeg de 2e Compagnie negen Marder II’s. Op 16 december werd de Italiaanse divisie aangevallen door de Sovjets in hun Operatie Kleine Saturnus en de Italianen verlieten in paniek hun stellingen. De Abteilung moest mee terug, maar ondanks dat op 19 december nogmaals 16 stuks Marder II aankwamen, had de Abteilung begin januari 1943 alle voertuigen verloren. Daarop werd de Abteilung op transport gezet naar de heimat, naar Hamburg-Harburg. Daar werd de Abteilung nieuw opgesteld en tot april 1943 weer personeel vol uitgerust. 
Op 22 maart 1943 werd de Abteilung omgedoopt in schwere Panzerjäger-Abteilung 654.

### schwere Panzerjäger-Abteilung 654 (Tiger)
Op 1 april waren de schwere-Panzerjäger-Kompanie 518 en 1./Pz.Jg.Abt. 168 opgenomen als deel van de herbouw en medio april ging de Abteilung naar Rouen. De Abteilung verkreeg daar zijn 45 stuks  Panzerjäger Tiger (P) “Ferdinand” gedurende april/mei 1943 en trainde daar. De Abteilung beschikte over drie compagnieën.
Op 8 juni 1943 kwam de Abteilung onder bevel van het nieuwe Schweres Panzerjäger-Regiment 656 (tezamen met de schwere Panzerjäger-Abteilung 653 en de Sturmpanzer-Abteilung 216). De Abteilung werd nu II./sPzJg Abt 656 genoemd. De Abteilung kwam vanuit Pandorf in Oostenrijk en werd tussen 13 en 15 juni verladen en werd ontladen zuidelijk van Orel. Tegen eind juni waren de eenheden in hun verzamelgebieden aangekomen. Het regiment werd voor Operatie Citadel toegewezen aan het 41e Pantserkorps. Op 5 juli 1943 begon de Duitse aanval. De 2e Compagnie raakte de meeste van zijn voertuigen kwijt in een eigen mijnenveld, maar de rest van de Abteilung kon samen met Sturmpanzer Abteilung 216 die dag tot de heuvels noordelijk van Ponyri komen. Op de volgende dag werd weinig terreinwinst geboekt, aangezien de infanterie wegens hevig artillerievuur niet kon volgen. Wel vernietigden de Ferdinands vele Sovjet tanks. Op 9 juli was er nog een stevige aanval door het regiment, maar daarna was het offensief eigenlijk voorbij: vastgelopen. In de daaropvolgende dagen fungeerde het regiment als reserve tegen aanvallende Sovjet tanks, met name bij station Maloarchangelsk. Zo lukte het de Abteilung op 15 juli 13 tanks te vernietigen en op 17 juli zelfs 22 tanks, maar verloor zelf zes Ferdinands. Intussen hadden Sovjet troepen een groot offensief gelanceerd in de Orel-frontboog (Operatie Kutuzov) en de Duitsers begonnen al troepen te onttrekken om deze operatie het hoofd te bieden. Ook het regiment werd hier op 20 juli heen gestuurd. Zware gevechten volgden nu, maar de Abteilung werd toch al op 30 juli al uit het front genomen en naar Karatsjev verplaatst en daar als reserve achtergehouden. Op 6 augustus werden de resterende 19 Ferdinands van de Abteilung overgedragen aan de sPzJg Abt 653. De rest van de Abteilung werd vervolgens naar Bourges in Frankrijk vervoerd om opnieuw uitgerust te worden, hier kwamen ze tot 14 september aan.
Op 1 september kregen de Abteilung weer zijn originele benaming terug.

### schwere Panzerjäger-Abteilung 654 (Panther)

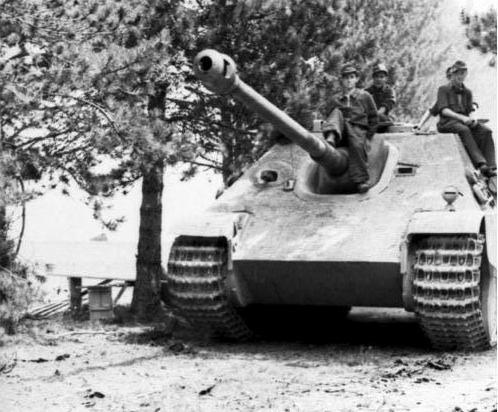
Jagdpanther van de Abteilung in Frankrijk, juni 1944

Lange tijd gebeurde er niets. De Abteilung zou in totaal 45 Jagdpanthers verkrijgen, maar die waren er nog niet. Wel werd rijtraining gegeven op de Bergepanther (Panther bergingstank). Begin februari 1944 werd de Abteilung verplaatst naar Rethel. Pas op 4 mei 1944 kwamen de eerste acht Jagdpanthers aan. Toen de geallieerden op 6 juni 1944 in Normandië landden, werd de Abteilung gealarmeerd en de 2e Compagnie (2./654) werd op 14 juni met de acht Jagdpanthers op transport gesteld naar Normandië en daar onder bevel gesteld van de Panzer-Lehr-Division. Tot 20 juni verkreeg de Abteilung nog 17 nieuwe Jagdpanthers. Door transportmoeilijkheden, luchtaanvallen en chaos lukte het de Abteilung pas op 20 juli op volledig aan het Normandische front te staan, op dat moment met 25 Jagdpanthers (alhoewel maar acht operationeel). Hoofdkwartier lag in Banneville-la-Campagne, oostelijk van Caen. De Abteilung werd vaak en voortdurend, maar niet constant, toegewezen aan de 276e Infanteriedivisie en dit leverde een maand van zware strijd op. Vele geallieerde tanks werden vernietigd, maar ook de Abteilung sleet langzaam maar zeker, ondanks dat in juli en augustus nogmaals 17 Jagdpanthers geleverd werden. Tegen 15 augustus waren geen operationele Jagdpanthers meer voorhanden en werd de Abteilung uit het front gehaald en was tegen 18 augustus de Seine al over. De terugtocht volgde verder en tegen 24 september werd de Abteilung verplaatst naar Oefenterrein Grafenwöhr. 
Op Grafenwöhr kreeg de Abteilung nieuwe voertuigen, in oktober kwamen 16 Jagpanthers en in november nog zes. Op 18 november ging de Abteilung op transport, naar de Elzas en kwam aan bij het 63e Legerkorps. Hier werd de Abteilung door het november-offensief van het 1e Franse Leger de Colmar pocket ingedreven. Hier volgden vele zware gevechten gedurende de maand december, maar ook kreeg de Abteilung versterking van  nog nieuwe 20 Jagdpanthers. Van 7 tot 12 januari 1945 nam de Abteilung deel aan Operatie Sonnenwende, de Duitse aanval vanuit de Colmar-pocket richting Straatsburg, en dit was succesvol. De gevechten in de Colmar-pocket werden door de Abteilung vaak uitgevoerd in Kampfgruppen van vier tot acht Jagdpanthers. Op 17 januari verliet de Abteilung dan deze pocket en trok over de Rijn. Het was de bedoeling de Abteilung in te zetten in het Rijnbruggenhoofd bij Bühl. Nauwelijks was het overzetten begonnen, toen de geallieerden de eindaanval op de Colmar-pocket inzetten en hals-over-kop werd de Abteilung weer teruggebracht. In bijna twee weken durende gevechten moest de pocket door de Duitsers ten slotte opgegeven worden en op 7 februari 1945 werden de laatste resterende Jagdpanthers terug over de Rijn gesleept.
Medio februari 1945 werden de overgebleven Nashorns van 1./s.Pz.Jg.Abt 525 toegevoegd aan de 2./s.Pz.Jäg.Abt. 93 en 1./s.Pz.Jg.Abt 525 werd daarna onder bevel gebracht van schwere Panzerjäger-Abteilung 654 als 4e Compagnie. De Abteilung verkreeg eind januari nog tien nieuwe Jagdpanthers en eind februari nogmaals zes stuks. Vanaf 21 februari 1945 werd de Abteilung op transport gezet naar het gebied zuidoostelijk van Bonn, op de rechter Rijnoever. Hier werd de Abteilung onder bevel gesteld van de Panzer-Lehr-Division, voor een aanval op Kasbach-Ohlenberg richting het Amerikaanse Remagenbruggenhoofd vanaf 12 maart 1945. Twaalf dagen werd er gevochten rond dit bruggenhoofd tot de Amerikanen er op 24 maart echt uitbraken. De Abteilung werd de Ruhrkessel in gedreven. De Abteilung maakte ook deel uit van de uitbraakpoging op 31 maart 1945 uit de pocket door het 53e Legerkorps van Generalleutnant Bayerlein, deels toegevoegd aan de 3e Pantsergrenadierdivisie. Deze uitbraak mislukte echter.

## Einde
De laatste weken van de Abteilung zijn onduidelijk, informatie ontbreekt. Aangenomen kan worden dat de Abteilung ergens eindigde in de oostelijke Ruhrpocket, die zich uiterlijk 16 april 1945 overgaf aan Amerikaanse troepen. 

## Bovenliggende bevelslagen
| Datum             | Eenheid                           |
| ----------------- | --------------------------------- |
| 1 november 1943   | Panzerbrigade 10                  |
| 31 maart 1944     | Regiments-Ausbildungs-Stab Streit |
| 6 juni 1944       | Panzerbrigade 10                  |
| 3 juli 1944       | 7e Leger                          |
| 8 juli 1944       | II SS Pantserkorps                |
| 13 juli 1944      | 47e Pantserkorps                  |
| 30 juli 1944      | 74e Legerkorps                    |
| 15 augustus 1944  | 5e Pantserleger                   |
| 25 augustus 1944  | 58e Pantserkorps                  |
| 27 augustus 1944  | General der Panzertruppen West    |
| 24 september 1944 | Arbeitsstab Waldeck               |
| 2 oktober 1944    | Stell. Gen.Kdo. XIII. AK          |
| 20 november 1944  | 63e Legerkorps                    |
| 23 november 1944  | Höheres Kommando Eifel            |
| 28 november 1944  | 63e Legerkorps                    |
| 23 december 1944  | 19e Leger                         |
| 26 december 1944  | 64e Legerkorps                    |
| 17 januari 1945   | Heeresgruppe G                    |
| 20 januari 1945   | 39e Pantserkorps                  |
| 21 januari 1945   | 19e Leger                         |
| 23 januari 1945   | 64e Legerkorps                    |
| 8 februari 1945   | 19e Leger                         |
| 21 februari 1945  | General der Panzertruppen West    |
| 6 maart 1945      | 5e Pantserleger                   |
| 7 maart 1945      | Korpsgruppe Bayerlein             |
| 8 maart 1945      | 81e Legerkorps                    |
| 9 maart 1945      | 11e Pantserdivisie                |
| 13 maart 1945     | Kampfgruppe Hudel                 |
| 16 maart 1945     | 11e Pantserdivisie                |
| 19 maart 1945     | Korpsgruppe Bayerlein             |
| 24 maart 1945     | Kampfgruppe Hudel                 |
| 29 maart 1945     | 53e Legerkorps                    |

## Commandanten
| Rang           | Naam               | Begin             | Eind              |
| -------------- | ------------------ | ----------------- | ----------------- |
| Oberstleutnant | Adolar Schusta     | 26 augustus 1939  | 1 april 1941      |
| Major          | Grote              | 1 april 1941      | 1 juli 1942       |
| Major          | Drechsel           | juli 1942         | 24 oktober 1942   |
| Hauptmann      | Friedrich Zeuner   | november 1942     | 23 december 1942  |
| Oberleutnant   | Walter Meyer       | 23 december 1942  | februari 1943     |
| Major          | Rudolf             | februari 1943     | 1 juni 1943       |
| Hauptmann      | Karl-Heinz Noak    | 1 april 1941      | 6 augustus 1943   |
| Hauptmann      | Henning            | 5 juli 1943       | 27 september 1943 |
| Hauptmann      | Hermann Sachtleben | 27 september 1943 | 10 april 1944     |
| Major          | Karl-Heinz Noak    | 11 april 1944     | april 1945        |

Hauptmann Noak raakte zwaargewond.

Hauptmann Zeuner, Oberleutnant Meyer en Hauptmann Henning waren slechts tijdelijk commandant (m.d.F.b. = mir der Führung beauftragt)
schwere Panzerjäger-Abteilung 88 · schwere Panzerjäger-Abteilung 93 · schwere Panzerjäger-Abteilung 512 · schwere Panzerjäger-Abteilung 519 · schwere Panzerjäger-Abteilung 525 · schwere Panzerjäger-Abteilung 559 · schwere Panzerjäger-Abteilung 560 · schwere Panzerjäger-Abteilung 583 · schwere Panzerjäger-Abteilung 586 · schwere Panzerjäger-Abteilung 653 · schwere Panzerjäger-Abteilung 654 · schwere Panzerjäger-Abteilung 655 · schwere Panzerjäger-Abteilung 673